# Mehmet Güney
Mehmet Güney (Siirt, 3 mei 1936) is een Turks jurist, diplomaat en rechter. Hij begon zijn loopbaan als juridisch adviseur en maakte vanaf 1964 carrière bij het Ministerie van Buitenlandse Zaken. Sinds 1999 is hij rechter van het Rwanda-tribunaal en sinds 2001 van de gezamenlijke beroepskamer van dit tribunaal en het Joegoslavië-tribunaal.

## Levensloop
Güney studeerde af in rechten en politicologie aan de Universiteit van Ankara. Aansluitend was hij vanaf 1959 werkzaam als bestuursrechtelijk jurist, tot hij in 1964 in dienst kwam van het Ministerie van Buitenlandse Zaken. Hij werkte als juridisch adviseur voor afwisselend het ministerie, de Turkse vertegenwoordiging bij de Verenigde Naties en ook een periode bij de Turkse ambassade in Den Haag. Verder was hij ambassadeur in Cuba van 1989 tot 1993, Singapore van 1993 tot 1995 en Indonesië van 1998 tot 1999.
Daarnaast vertegenwoordigde hij zijn land onder meer als delegatieleider bij verschillende internationale instellingen, conferenties en onderhandelingen op het gebied van zeerecht, mensenrechten en luchtruimrecht boven de Egeïsche Zee bij de Verenigde Naties, maar ook met Griekenland. Van 1992 tot 1997 was hij lid van de Mensenrechtencommissie van de Verenigde Naties
Sinds 1999 is hij rechter van het Rwanda-tribunaal en sinds 2001 rechter van de gezamenlijke beroepskamer van dit tribunaal en het Joegoslavië-tribunaal.